# 데틀레프 보테
데틀레프 보테(독일어: Detlef Bothe, 1965년 7월 24일 ~ )는 독일의 배우이다.
브라운슈바이크에서 태어났다.

## 영화
- 포 핸즈 (2017년)
- 앤트로포이드 (2016년) - 라인하르트 하이드리히 역
- 007 스펙터 (2015년) - 케이블카 남자 역
- 맥스 슈멜링 (2010년) - 레퍼리 아서 도노반 역
- 내 남자 길들이기 (2006년)
- 빈센트 (2004년) - 빈센트 역
- 14 데이즈 (1997년)
- 브라더 오브 슬립 (1995년) - 루카스 역